# تروي (إلينوي)
تروي (بالإنجليزية: Troy, Illinois)‏ هي مدينة تقع في الولايات المتحدة في إلينوي. يقدر عدد سكانها بـ 9,888 نسمة .

## التركيبة السكانية
حدّد مكتب تعداد الولايات المتحدة بيانات التركيبة السكانية لتروي في تعداد الولايات المتحدة. في ما يلي، التركيبة السكانية حسب تعدادي 2000 و2010.

### تعداد عام 2000
بلغ عدد سكان تروي 8,524 نسمة بحسب تعداد عام 2000، وبلغ عدد الأسر 3,100 أسرة وعدد العائلات 2,355 عائلة مقيمة في المدينة. في حين سجلت الكثافة السكانية 580.7 نسمة لكل كيلومتر مربع (1,504.0/ميل2). وبلغ عدد الوحدات السكنية 3,201 وحدة بمتوسط كثافة قدره 218.1 لكل كيلومتر مربع (564.9/ميل2).
وتوزع التركيب العرقي للمدينة بنسبة 95.48% من البيض و1.48% من الأمريكيين الأفارقة و0.32% من الأمريكيين الأصليين و0.70% من الأمريكيين ذوي الأصول الآسيوية و0.38% من الأعراق الأخرى و1.64% من عرقين مختلطين أو أكثر و1.49% من الهسبانيون أو اللاتينيون من أي عرق.
بلغ عدد الأسر 3,100 أسرة كانت نسبة 47.7% منها لديها أطفال تحت سن الثامنة عشر تعيش معهم، وبلغت نسبة الأزواج القاطنين مع بعضهم البعض 60.1% من أصل المجموع الكلي للأسر، ونسبة 12.5% من الأسر كان لديها معيلات من الإناث دون وجود شريك،  بينما كانت نسبة 3.3% من الأسر لديها معيلون من الذكور دون وجود شريكة وكانت نسبة 24% من غير العائلات. تألفت نسبة 19.5% من أصل جميع الأسر من عدة أفراد يعيشون في نفس المنزل ونسبة 6.8% كانت تتألف من شخص يعيش بمفرده يبلغ من العمر 65 عاماً أو أكثر. وبلغ متوسط حجم الأسرة المعيشية 2.75، أما متوسط حجم العائلات فبلغ 3.16.
بلغ العمر الوسطي للسكان 32.9 عاماً. وكانت نسبة 30.2% من القاطنين تحت سن الثامنة عشر، وكانت نسبة 8.5% بين الثامنة عشر والرابعة والعشرين عاماً، ونسبة 34.3% كانت واقعةً في الفئة العمرية ما بين الخامسة والعشرين والرابعة والأربعين عاماً، ونسبة 19.2% كانت ما بين الخامسة والأربعين والرابعة والستين، ونسبة 7.7% كانت ضمن فئة الخامسة والستين عاماً فما فوق. يوجد لكل 100 أنثى 95.9 ذكر، ويوجد لكل 100 أنثى في الثامنة عشر من عمرها فما فوق 91.4 ذكر.
بلغ متوسط دخل الأسرة في المدينة 53,720 دولارًا، أما متوسط دخل العائلة فبلغ 59,643 دولارًا. وكان متوسط دخل الذكور 41,705 دولارًا مقابل 27,542 دولارًا للإناث. وسجل دخل الفرد الخاص بالمدينة 21,174 دولارًا. وكانت نسبة 2.1% من العائلات ونسبة 3.4% من السكان تحت خط الفقر، وكان من هؤلاء نسبة 4.1% تحت سن الثامنة عشر ونسبة 4.5% في الخامسة والستين من العمر وما فوق.

### تعداد عام 2010
بلغ عدد سكان تروي 9,888 نسمة بحسب تعداد عام 2010، وبلغ عدد الأسر 3,783 أسرة وعدد العائلات 2,739 عائلة مقيمة في المدينة. في حين سجلت الكثافة السكانية 673.6 نسمة لكل كيلومتر مربع (1,744.6/ميل2). وبلغ عدد الوحدات السكنية 3,960 وحدة بمتوسط كثافة قدره 269.8 لكل كيلومتر مربع (698.8/ميل2).
وتوزع التركيب العرقي للمدينة بنسبة 93.88% من البيض و2.01% من الأمريكيين الأفارقة و0.32% من الأمريكيين الأصليين و1.04% من الأمريكيين ذوي الأصول الآسيوية و0.10% من سكان جزر المحيط الهادئ و0.70% من الأعراق الأخرى و1.94% من عرقين مختلطين أو أكثر و2.62% من الهسبانيون أو اللاتينيون من أي عرق.
بلغ عدد الأسر 3,783 أسرة كانت نسبة 39.9% منها لديها أطفال تحت سن الثامنة عشر تعيش معهم، وبلغت نسبة الأزواج القاطنين مع بعضهم البعض 56.6% من أصل المجموع الكلي للأسر، ونسبة 11.7% من الأسر كان لديها معيلات من الإناث دون وجود شريك،  بينما كانت نسبة 4.1% من الأسر لديها معيلون من الذكور دون وجود شريكة وكانت نسبة 27.6% من غير العائلات. تألفت نسبة 22.9% من أصل جميع الأسر من عدة أفراد يعيشون في نفس المنزل ونسبة 8.4% كانت تتألف من شخص يعيش بمفرده يبلغ من العمر 65 عاماً أو أكثر. وبلغ متوسط حجم الأسرة المعيشية 2.61، أما متوسط حجم العائلات فبلغ 3.08.
بلغ العمر الوسطي للسكان 35.1 عاماً. وكانت نسبة 26.3% من القاطنين تحت سن الثامنة عشر، وكانت نسبة 9.7% بين الثامنة عشر والرابعة والعشرين عاماً، ونسبة 28.3% كانت واقعةً في الفئة العمرية ما بين الخامسة والعشرين والرابعة والأربعين عاماً، ونسبة 26.6% كانت ما بين الخامسة والأربعين والرابعة والستين، ونسبة 9.1% كانت ضمن فئة الخامسة والستين عاماً فما فوق. وتوزع التركيب الجنسي للسكان بنسبة 49.1% ذكور و50.9% إناث.